# شانتيداس جافيري
شانتيداس جافيري (1580 - 1659) كان صائغًا هنديًا وتاجر سبائك ( صراف) ومقرض أموال خلال العصر المغولي. كان أغنى تاجر في مدينة أحمد آباد خلال القرن السابع عشر.

## نشأته
كان شانتيداس جافيري من أوسوال جاين من منطقة ماروار. هاجر والده ساهاسرا كيران من أوسيان إلى أحمد آباد في أواخر القرن السادس عشر. قام شانتيداس بتوسيع تجارة بيع المجوهرات بالتجزئة الخاصة بوالده من خلال إنشاء شركة صرافة (تجارة السبائك).

## تجارته
غمل شانتيداس في بيع المجوهرات بالتجزئة للأثرياء، بما في ذلك الملوك المغول والنبلاء. ويشير أحد الفرمانات الصادرة من الإمبراطور جهانجير ودارا شيكوه إلى أنه طُلب منه تقديم المجوهرات إلى العائلة المالكة المغولية. في عام 1639، اشترى آساف خان، شقيق نور جهان ووالد ممتاز محل، كمية كبيرة من المجوهرات من شانتيداس. بعد وفاته، أجبر الإمبراطور شاه جاهان شانتيداس على استعادة المجوهرات واسترداد الأموال.